# Кочно (Кршко)
Кочно (словен. Kočno) — поселення в общині Кршко, Споднєпосавський регіон, Словенія. Висота над рівнем моря: 414,3 м.